# Iványi Ödön
Iványi Ödön (Nagyvárad, 1854. november 18. – Nagyvárad, 1893. október 19.) magyar író, újságíró.

## Élete
Papnak tanult, majd tanulmányait megszakítva 1873-tól újságíró volt. 1884-ben az aradi Kortes című lap szerkesztője volt. 1885-től az Arad és Vidéke hírlap írója volt. Egy évvel később az Alföld munkatársa lett. 1890-től a Nagyvárad szerkesztője volt.
Novelláival, regényeivel kedvelt elbeszélő. 

## Művei
- Tarka lapok (1881)
- Egy könyv (elbeszélés, 1883)
- Tárcák (1988)
- A püspök atyafisága I–II. (regény, 1889; újabb kiadás: 1905. Első kötet Második kötet)
- Apró regények (elbeszélés, 1893)